# Vaccinium brevipedunculatum
Vaccinium brevipedunculatum är en ljungväxtart som beskrevs av J.J. Smith. Vaccinium brevipedunculatum ingår i Blåbärssläktet, och familjen ljungväxter. Inga underarter finns listade i Catalogue of Life.